# Rhynchostylis
Rhynchostylis (abreviado Rhy) es un género de orquídeas del género (Orchidaceae), comprende 3 especies endémicas de India, Malasia, Indonesia y las Filipinas.
Estas orquídeas crecen naturalmente en áreas cálidas, húmedas y tropicales sombreadas. Sus flores fragantes aparecen con frecuencia en los meses de invierno.
A pesar de estar en la tribu Vandeae, son muy diferentes a Vanda. Crecen más lentamente, sus raíces son más frágiles, y casi cualquier luz directa del sol les hará daño. Sin embargo, se cultivan normalmente sin mezcla de tierra en cestas de listones o montadas como las Vandas.

La Subtribu fue cambiado de Sarcanthinae (Benth, 1881) a Aeridinae (Pfitzer, 1887) en 1972.

## Taxonomía
El género fue descrito por Carl Ludwig Blume y publicado en Bijdragen tot de flora van Nederlandsch Indië 7: 285, 434. 1825.

## Especies
- Rhynchostylis coelestis
- Rhynchostylis gigantea
- Rhynchostylis retusa